# Mormonia obscura
Mormonia obscura là một loài bướm đêm trong họ Noctuidae.